# Papiro 63
O Papiro 63 ({\displaystyle {\mathfrak {P}}}63) é um antigo papiro do Novo Testamento que contém fragmentos dos capítulos três e quatro do Evangelho de João (3:14-18; 4:9-10).